# El Tío
El Tío é um município da província de Córdova, na Argentina.